# Storia di Prato

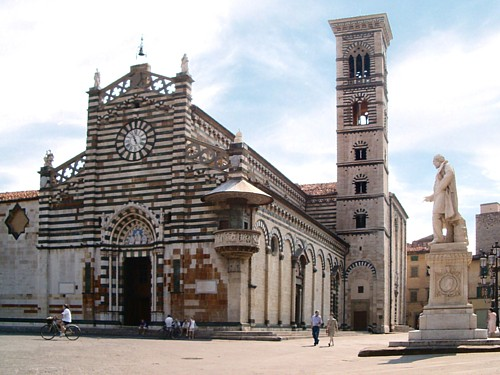
Piazza del Duomo

Vecchio feudo albertino, il quale nell'XI secolo si estendeva dalla vasta regione della Maremma fino all'Appennino bolognese. Diventa un libero comune alla fine del XII secolo dopo aver sconfitto Pistoia.

## Le origini

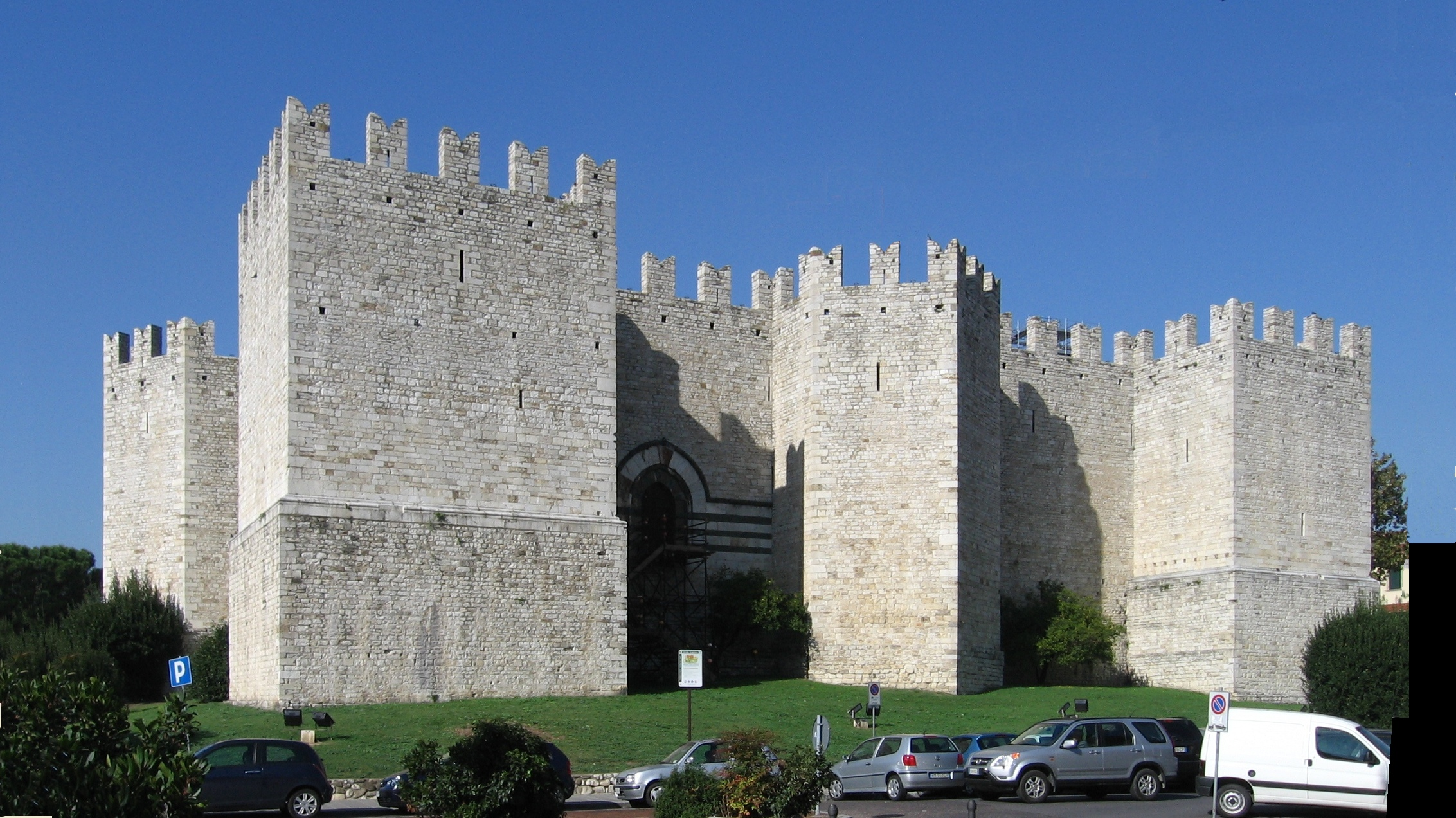
Castello dell'imperatore

Le origini di Prato non sono ancora oggi certe, ma si pensa che la città ebbe un primo nucleo nel Borgo al Cornio di fondazione sicuramente longobarda, e che si ingrandì verso la metà dell'XI secolo con l'aggiunta di un altro paesello che s'era a poco a poco formato vicino al primo, e che probabilmente dallo stendersi su un bel prato aveva preso il nome di Prato. Tale nome col tempo prevalse su quello di Borgo al Cornio e divenne definitivo.
La città sorse a poco a poco, in un semplice e lento affluire di popolazione rurale verso un centro popolato qual era il Borgo al Cornio.
Verso il principio del 1000 Prato si presenta dunque come un paese agglomeratosi lentamente intorno ad una fattoria, governato spiritualmente dalla sua chiesa di Santo Stefano e giuridicamente dipendente dal vescovo di Pistoia, come risulta dal diploma di Ottone III.
Nel marzo 1035 comparve per la prima volta il nome di Prato in un documento del capitolo della cattedrale di Pistoia(actus Prato prope ipso castillo feliciter).

## Domini Feudali
Sia il castello di Prato che il Borgo al Cornio furono affetti da servitù feudali verso i conti Alberti, la nota famiglia potentissima, ricca di feudi e privilegi, che ebbe tanta parte negli avvenimenti della storia fiorentina. Questi nobili fin dai primi tempi in cui appaiono in documenti di storia toscana portano il titolo di Comites de Prato e tramite questo titolo appaiono signori feudali del castello di Prato, ma non mancano altri documenti che più chiaramente dimostrano i loro diritti su quelle terre, e importantissimo fra questi il privilegio spedito nel 1164 da Federigo Barbarossa ad Alberto conte.
Tale dominio durò sulle terre di Prato finché l'autorità imperiale non credette opportuno sostituire, in certi suoi domini feudali, ai conti indigeni dei magistrati germanici detti nuntii imperatoris. Prato fu uno dei paesi soggetti a questa riforma che accadde tra il 1160 e il 1170; e da quel tempo gli Alberti non ebbero probabilmente più alcun diritto sul castello, tanto è vero che nel 1184, quando essi, vinti, si sottomettono al comune fiorentino, nelle terre di loro pertinenza feudale Prato non si trova nominata.

## La prima crociata

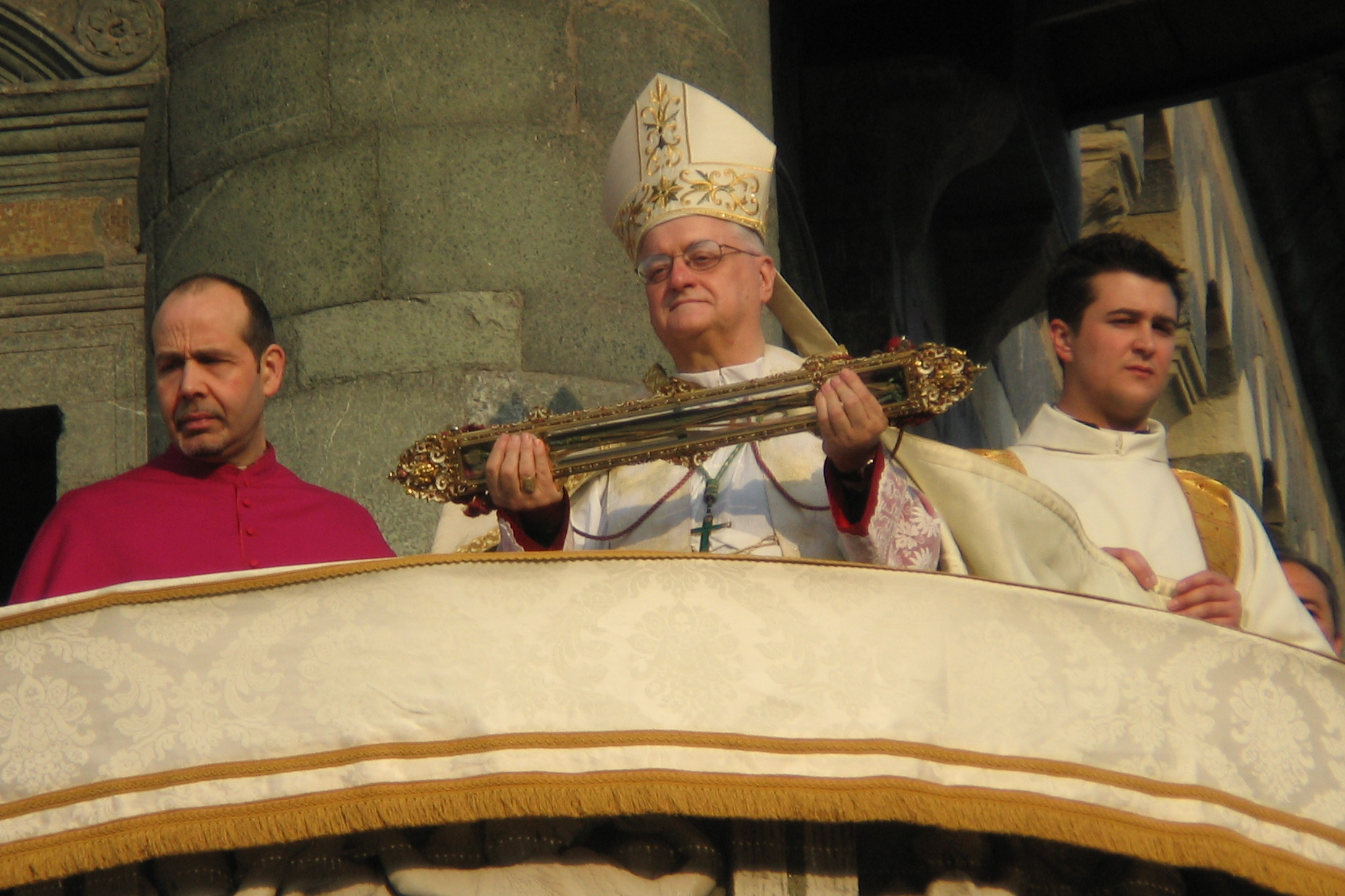
Il vescovo di Prato ostende la Sacra Cintola dal pulpito del Duomo di Prato

Si accenna spesso di una possibile partecipazione dei Pratesi alla prima crociata, ma in realtà non è altro che un avvenimento favoloso che però viene sostenuto ed accettato ancora oggi da molti studiosi e storici.
Un certo Michele da Prato, partito dalla sua città natale per cercare fortuna per il mondo, arrivò in Palestina, e si imbatté in una fanciulla di nome Maria della quale si innamorò perdutamente. La madre di costei gliela concesse in moglie di nascosto al padre, ed essendo poverissima, non avendo altro da dare in dote alla figlia, prese una cintura da un forziere e consegnatala a Michele gli disse di averne cura, perché quella era la Sacra Cintola della B. Vergine Maria. Questa cintola ricevuta da San Tommaso di mano stessa della Madonna durante la sua assunzione e poi dall'Apostolo data in serbo ad un buon uomo della terra, era passata di generazione in generazione nelle mani del padre di questa Maria, il quale era un prete(a quei tempi era consentito aver moglie).
Michele dunque se ne ritornò in paese con la preziosa reliquia, che custodì gelosamente, fino al giorno in cui. sentendosi vicino alla morte, mandò a chiamare il proposto della Pieve di Santo Stefano e gliela consegnò.
Tutti riportano la data del 1141, ma secondo gli uni questo sarebbe l'anno della morte di Michele e della consegna della cintola al Proposto, secondo altri sarebbe invece l'annata in cui Michele tornò dalla Palestina a Prato, secondo certuni infine sarebbe quella, non del suo ritorno, ma del suo arrivo in Terra Santa. Il 1173 sarebbe la data del riconoscimento ufficiale della santità della reliquia.
Tale racconto però era destinato, per il suo carattere religioso, a trovarsi di frequente sulle bocche del popolo, non poteva rimanere immune da abbellimenti o trasformazioni.
Ed ecco che Michele non è più quella pacifica e borghese figura di un oscuro mercante partito dalla sua terra per cercar fortuna, ma egli è Messer Michele che con altri ventinove giovani e con suo padre raggiunge a Viterbo l'esercito dei crociati, per ordine del Comune pratese sollecitato da una bolla di Papa Urbano II.
L'inverosomiglianza maggiore di tale avventura non è tanto nella possibilità storica del fatto, quanto nella possibilità della conoscenza di quel fatto. Non c'è il minimo indizio per cui si possa anche così incertamente ritenere che i Pratesi partecipassero alla crociata.
I manoscritti dove è contenuta la relazione e la leggenda della Sacra Cintura non parlano affatto della spedizione in Terrasanta, e presentano sempre MIchele come un oscuro mercante recatosi in Palestina solo a cercar fortuna. Attraverso una testimonianza artistica paesana sono note alcune pitture di Angiolo Gaddi, verso la fine del Trecento, decorava la cappella della cattedrale destinata a ricevere la Sacra Cintola. In quattro di quei dipinti sono specialmente trattati episodi della traslazione della reliquia dalla Palestina a Prato e ancora una volta compare Michele sotto le vesti di un umile mercante innamorato di Maria. Se la leggenda avesse voluto per davvero che ci fosse stata una spedizione crociata con 30 guerrieri in partenza da Prato per la Palestina, tra cui messer Michele, il famoso Gaddi non si sarebbe mai lasciato sfuggire l'occasione di ritrarre una tale rarità.
C’è una leggenda diffusa tra i pratesi che narra di un pistoiese che un giorno di tanto tempo fa rubò la Sacra Cintola dal duomo di Prato. Uscito dalle mura della città cercò di tornare a Pistoia per portare il cimelio rubato, ma credendo di esserci già arrivato bussò alla porta della città (Prato) dicendo: “Pistoiesi! Ho la Sacra Cintola dei Pratesi! Apritemi!”. Le guardie pratesi udito ciò uccisero il ladro e riportarono la Cintola al suo posto.

## L'assedio del 1107

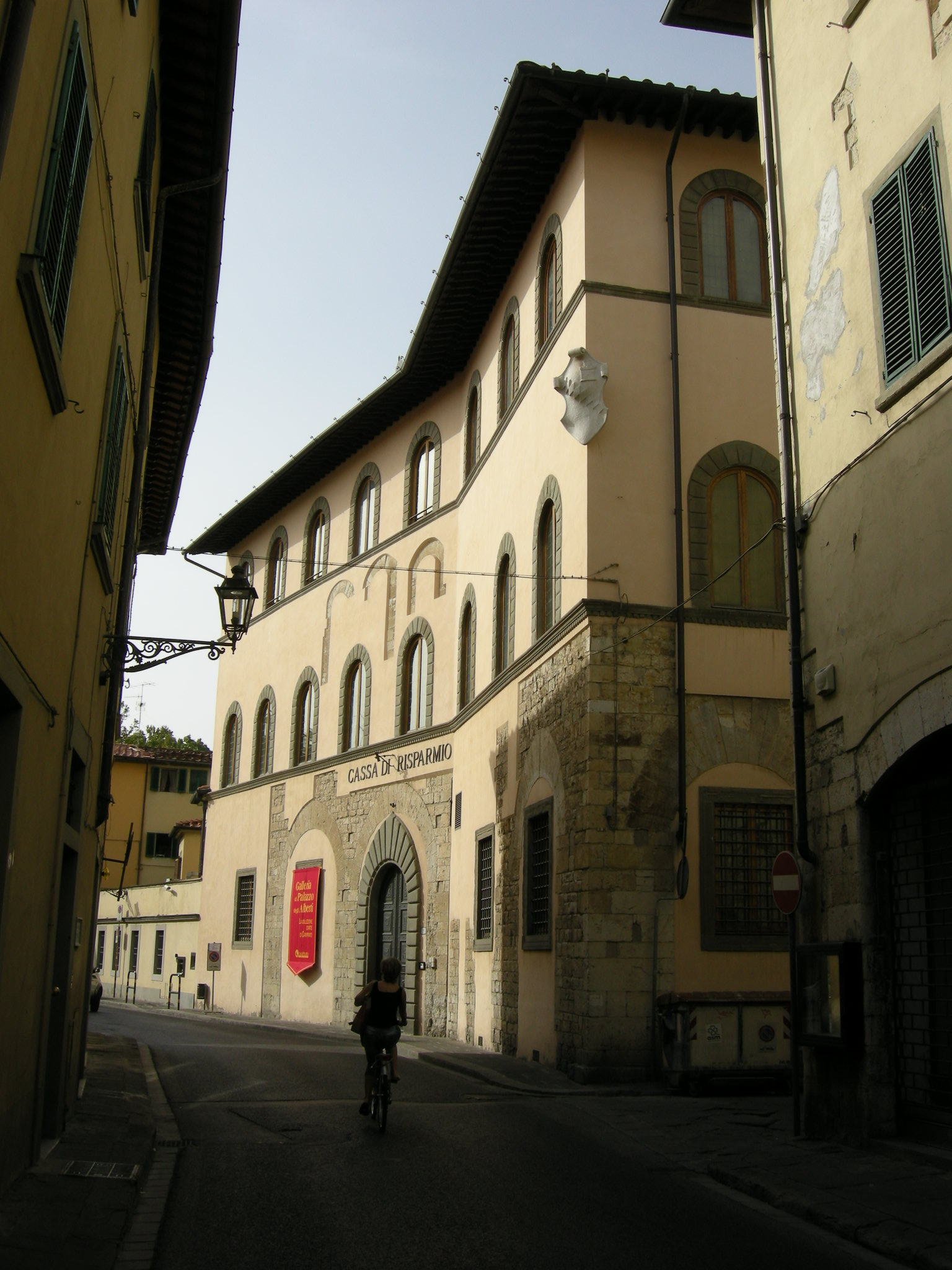
Palazzo degli Alberti

Fu il primo evento storico di rilievo in cui Prato si trovò coinvolta. Il paese dovette subire tale assedio dalle forze della contessa Matilde collegate con quelle dei Fiorentini. Tutto nacque dalle pretese della città di Firenze di iniziare le sue guerre nel contado per l'abbattimento dei castelli feudali, dal momento che era cresciuta come popolo e come potere.
Dunque Prato, che era feudo degli Alberti, costituiva una delle tante aste della ringhiera in cui si trovava serrata Firenze nel primo sorgere della sua potenza.
La guerra contro Prato non fu diretta contro i Pratesi, perché si fossero ribellati ai Fiorentini, ma fu diretta contro gli Alberti, come contro gli Adimari fu diretta l'azione di Gangalandi di pochi mesi posteriore.
Morto Enrico IV il 7 luglio del 1106, il figlio Enrico V, eletto imperatore con l'appoggio anche del Papa Pasquale II dietro promessa di rinuncia all'investiture ecclesiastiche, mostrò di voler tutt'altro che mantenere la parola data, carpitagli dal pontefice in un momento in cui la sua amicizia gli era oltremodo necessaria. Così fece rinascere la famosa lotta per le investiture e in Toscana, come altrove, cominciarono a riunirsi di nuovo in due schiere nemiche i seguaci dell'una e dell'altra fazione. Matilde stette dalla parte del Papa e insieme con lei furono i Fiorentini, mentre con l'impero si mantennero Pisa, gli Alberti, gli Adimari ecc. Tali fatti non furono altro che le prime avvisaglie di una guerra, che sarebbe indubbiamente scoppiata fra i contendenti, se non avessero prevalso consigli di pace.

## Lotte economiche, politiche e religiose
Con tale assedio Prato fece il suo ingresso nell'ambiente della vita politica medioevale, da cui fino ad allora era rimasta fuori per la sua piccolezza che la rendeva trascurabile per essere temuta. La sua chiesa cresceva di potenza e di importanza, ricevendo continue donazioni di terre e investiture di diritti su chiese vicine.

### Questione religiosa
All'inizio del 1113 con la morte del conte Ugo si estingueva l'ultimo ramo dei Cadolingi. Egli morendo aveva disposto che, quanto all'eredità, salvo l'usufrutto da passarsi alla contessa Cecilia sua moglie finché si conservasse vedova, i beni allodiali dovessero essere ripartiti tra i parenti, e quelli feudali, ricevuti in investitura o presi con la forza, dovessero tornare ai loro legittimi signori. Tra gli allodiali erano i castelli di Vernio e di Mangona nella Val di Bisenzio, i quali passarono nelle mani degli Alberti di Prato, che per entrarne subito in possesso e liberarsi dell'usufrutto che vi gravava a favore della contessa Cecilia, fecero sì che essa si unisse in matrimonio col conte Tancredi, detto Nontigiova, figliolo del conte Alberto II.
Prato continua dunque ad essere possesso feudale dei suoi conti, ingranditosi ora di potenza con la nuova eredità ricevuta: ed è probabile che, nelle contese che tennero dietro alla morte della Gran Contessa Matilde, abbia seguito sempre le parti degli Alberti per tutto quel tempo, in cui il suo nome non appare in nessun documento.
Dopo la morte di Matilde nel 1115, la contesa già esistente tra Enrico V e il Papa Pasquale II peggiora a causa dell'interpretazione da darsi al testamento di lei, che voleva devoluti al Pontefice i suoi beni. Ma secondo le costumanze del diritto medioevale, essa poteva disporre dei soli beni allodiali, mentre i feudali dovevano tornare al legittimo signore, che n'aveva fatta l'investitura; in questo caso, l'imperatore. Ma il Papa voleva ogni cosa per sé: altrettanto faceva l'imperatore, per non rimanere al disotto pretendendo meno, e diceva i beni feudali appartenere a lui come capo supremo dell'Impero, gli allodiali appartenergli in egual modo, come più prossimo parente della defunta.
Enrico venne in Italia; il Papa fuggì a Benevento, dove però trovo la morte, ed allora l'imperatore fece eleggere Papa un suo fido, che prese il nome di Gregorio VIII, mentre Gelasio II, successore di Pasquale, fuggiva in Francia.

### Questione economica
L'anno 1131 segna l'inizio dei primi dissensi religiosi che si manifestano tra le città di Prato e Pistoia. La lotta è di carattere economico, rivolta in particolare contro le chiese di campagna, dove si verifica una rapida immigrazione verso le città, poiché la popolazione era attratta da speranze di insoliti e nuovi guadagni. In tal modo i preti delle chiese del contado, finanziariamente rovinati dallo spopolamento del loro territorio, pretesero di continuare a ricevere le decime degli antichi parrocchiani, e così facendo reclamarono verso la propositura pratese, ed il vescovo di Pistoia con una sentenza legale dette loro ragione.
Nel 1142 il Papa decise di intervenire per sistemare la situazione, perciò i rappresentanti delle due parti furono chiamati ad esporre e a tutelare in sua presenza le proprie ragioni in merito alla questione. Il Papa udì le parti, e prima di deliberare diede ai consoli e al clero pistoiese la relazione di tale "processo". Il pontefice mirava chiaramente a calmare gli animi infieriti dalla lotta e così tredici giorni dopo emanò una sentenza completamente favorevole ai Pratesi, decretando che tutti coloro che avevano stabile dimora nel territorio della pieve di Santo Stefano dovessero ai preti di questa e non agli antichi loro pievani pagare le decime, le oblazioni, le penitenze.

### Questione politica
Tali controversie, cominciate per una ragione religiosa, finirono col perdere totalmente la loro primitiva natura e si trasformarono in una questione politica. Il piccolo borgo di Prato dopo tanto tempo di tolleranza nei confronti di un padrone spirituale, finalmente alzò minaccioso la testa, quando cresciuto di forza e d'estensione tentò in tutti i modi di svincolarsi da quell'autorità spirituale. Lottando, i pratesi riuscirono a trionfare, e fu proprio in quel momento che Prato sentendosi libera d'agire, comprese la sua personalità ed acquistò consapevolezza del suo potere.

## Nascita del Comune

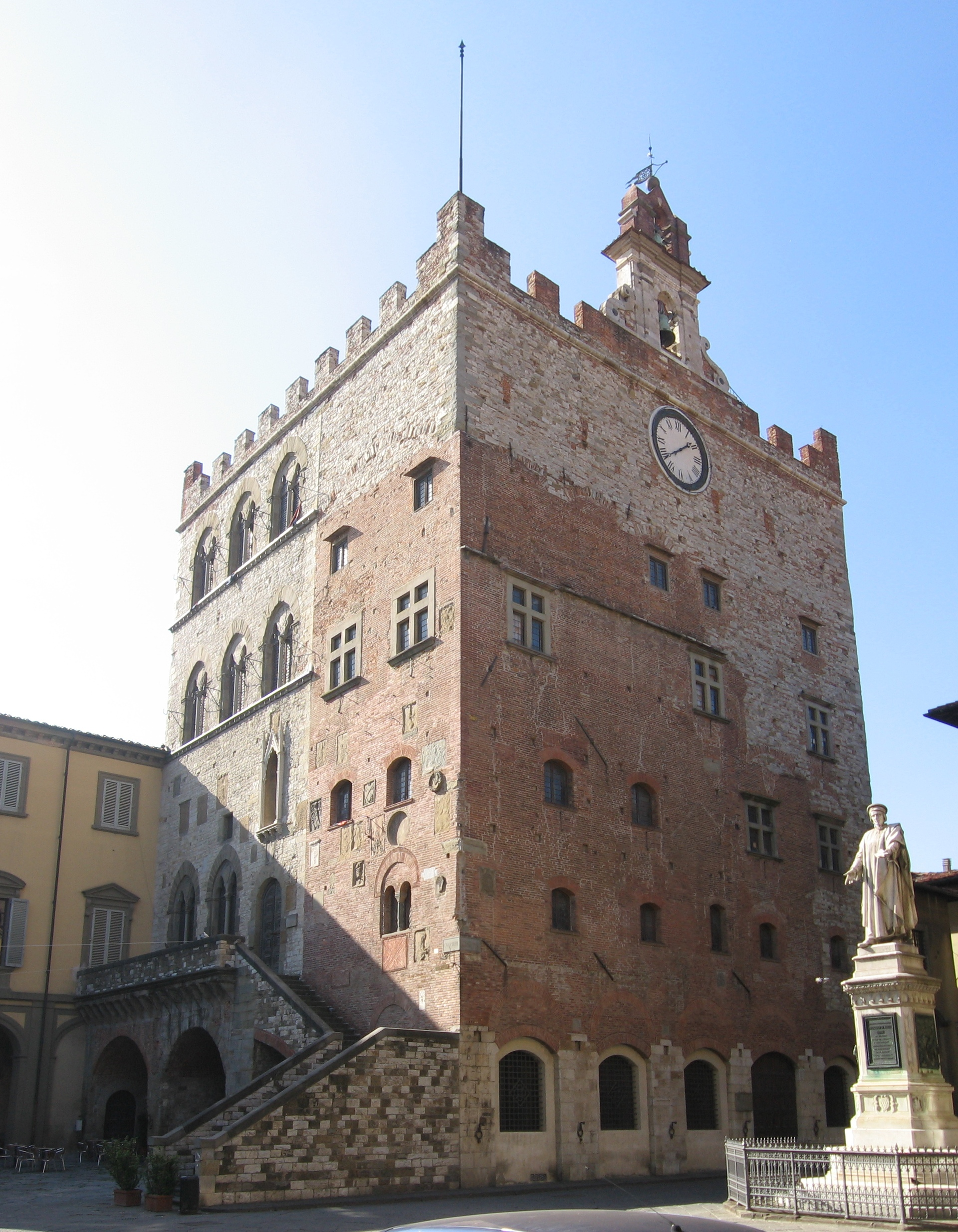
Palazzo Pretorio

Nel 1154 i Pratesi si trovano con i Fiorentini all'assedio di Carmignano, difeso dai Pistoiesi. Tale battaglia si concluse con la vergognosa disfatta dei Pratesi. Tale assedio non fu altro che uno dei tanti episodi delle grandi guerre che si combattevano in Toscana, divisa quasi sempre in due leghe opposte tra loro contendenti, formate da città che ne facevano parte a seconda dell'interesse individuale.
Nel 1159, nel trattato di pace segnato tra le due fazioni, i Pratesi erano alleati con i Lucchesi e con i Fiorentini.
Nel 1180 cominciano a verificarsi alcuni cambiamenti fondamentali per Prato, poiché in quell'anno gli Alberti cominciano a non comparire più come comites de Prato e il paese sembra sciolto da ogni vincolo feudale verso di loro, con cui anzi si trova spesso in guerra. Tanto è vero che nel 1184, quando Firenze si trovava in lotta con i Conti Alberti, i Pratesi erano al loro fianco in contrasto con i loro (ex) signori feudali.
È così che il popolo pratese comincia ad affermarsi sia nelle lotte interne del paese sia nell'affrontare i paesi vicini per interessi collettivi; nonostante i numerosi assedi e attacchi subiti dai Pistoiesi, Prato riesce sempre a reagire e a riordinare le cose attraverso trattati di pace e accordi simili. Ed è proprio grazie a queste azioni che il piccolo paese di Prato giungerà a diventare Comune libero, e ad innalzare in questo stesso periodo una nuova cinta muraria (avviata nel 1157 e terminata prima della fine del secolo) prima di quella trecentesca ancora osservabile.